# Golfo di Buor-Chaja
Il golfo di Buor-Chaja (in russo Буор-Хая залив?) è uno dei golfi più importanti del mare di Laptev. Si trova lungo la costa artica siberiana, in Russia, nella Sacha-Jacuzia. Appartiene quasi interamente al territorio del Bulunskij ulus, una parte minore, a est, è nell'Ust'-Janskij ulus.

## Geografia
Il golfo è situato a sud-est del delta della Lena, il suo limite a nord-est è capo Buor-Chaja. Ha una larghezza di 120 km e si insinua nel continente per 110 km; la profondità delle acque raggiunge i 18 m al porto di Tiksi. La penisola Bykovskij (полуостров Быковский), sul lato ovest, delimita a sud la baia di Tiksi e a nord quella di Neelov dove sfocia uno dei tre maggiori rami deltizi della Lena, il Bykovskaja. Nel golfo, che resta ghiacciato per circa 9 mesi all'anno, sul lato orientale, sfocia il fiume Omoloj (река Омолой), altri immissari minori sono: Kuloj, Najba, Chara-Ulach, Ulachan-Bil'djach, Orto-Stan (Кулой, Найба, Хара-Улах, Улахан-Бильдях, Орто-Стан). Di fronte alla baia di Tiksi c'è l'isola Muostach e proprio davanti al porto di Tiksi l'isola Brusneva. Nella parte meridionale vi sono due golfi minori: il Charaulachskaja e il Sytygan-Tala.